# Iglesia de Santiago (Córdoba)
La iglesia de Santiago es un templo católico ubicado en el barrio de Santiago de Córdoba, Andalucía, España. Construida sobre la antigua mezquita del emir Hisham I de finales del siglo VIII, fue cristianizada durante la conquista de Fernando III de Castilla en 1236, por lo que es denominada como una de las iglesias fernandinas, aunque la construcción de la nueva iglesia comenzó en 1260, durante el reinado de su hijo Alfonso X.

## Historia
Sus orígenes se remontan a 1236, cuando el monarca Fernando III conquistó la antigua capital de al-Ándalus y dividió la ciudad en catorce colaciones o barrios, sustituyendo a diversas mezquitas, que fueron conocidas como iglesias fernandinas, cuyos elementos comunes son generalmente un estilo gótico mezclado con elementos mudéjares. Sin embargo, la construcción de la nueva iglesia sobre la antigua mezquita de este lugar no comenzó hasta 1260, durante el reinado de Alfonso X, y se prolongó durante siglos. En el siglo XV se edificó la capilla existente en la nave de la Epístola (derecha), reformada en el siglo XVII, y cuyas pinturas murales conservadas en el ábside datan de finales del siglo XV.
Durante los siglos XVII y XVIII se transformó el ábside de la nave del Evangelio (izquierda), mientras que el artesonado de la nave central se restauró a finales del siglo XVIII y principios del XIX, cuya remodelación cambió radicalmente la apariencia del templo.
En 1979 se produjo un gran incendio en la iglesia de Santiago, además de un hundimiento de las naves en 1981, por lo que tuvo que someterse a una gran restauración entre los años 1987 y 1990 por los arquitectos Antonio Cabrera y Óscar Rodríguez. Está protegida como Bien de Interés Cultural desde el 15 de marzo de 1983.

### Minarete islámico
En 1555 el arquitecto Hernán Ruiz II construyó el campanario embutiendo el antiguo minarete islámico, a pesar de que puede observarse actualmente en el interior del templo, siendo el único de las iglesias fernandinas que se ha conservado junto al alminar de San Juan y el de la iglesia de San Lorenzo. A pesar de que algunos autores como Félix Hernández dataran el minarete de la época del emir Abderramán II (r. 822-852), actualmente la mayoría de inclinan más por el reinado de Hisham I (r. 788-796), lo que lo convertiría en el más antiguo de la ciudad, a excepción de los escasos restos del primer alminar de la Mezquita de Córdoba, también realizado por Hisham I.